# Murfatlar
Murfatlar è una città della Romania di 10 855 abitanti, ubicata nel distretto di Costanza, nella regione storica della Dobrugia.

## Geografia antropica

### Suddivisioni amministrative
La località si è chiamata Basarabi dal 1980 al 2007; il 26 giugno 2007, la camera bassa del Parlamento della Romania, la Camera dei deputati, ha approvato una proposta per cambiare di nuovo il nome in Murfatlar.
Murfatlar è un porto sul Canale Danubio-Mar Nero e sulle colline vicino alla città sono state ritrovate delle caverne con iscrizioni preistoriche.
Murfatlar è anche il luogo di nascita del Presidente della Romania, Traian Băsescu.
Il villaggio di Siminoc (nome storico: Turc-Murfat) viene amministrato dalla città di Murfatlar. Il nome del villaggio viene dal fiore Helichrysum arenarium (siminoc in rumeno), che si trova abbondantemente nella zona.